# Rezerwat przyrody Wiązy w Nowym Lesie
Rezerwat przyrody Wiązy w Nowym Lesie – leśny rezerwat przyrody położony w gminie Czerniejewo, powiecie gnieźnieńskim (województwo wielkopolskie).

## Przyroda
Został utworzony w 1954 roku w celu ochrony fragmentu lasu mieszanego (pododdziały 60 c-f) o charakterze zespołu naturalnego i z udziałem wiązu w składzie gatunkowym. Obecnie jako cel ochrony podaje się „zachowanie dobrze wykształconego lasu liściastego reprezentującego grąd środkowoeuropejski Galio sylvatici-Carpinetum z bogatą florą runa”. W obrębie rezerwatu, na gałęziach leszczyny, stwierdzono występowanie orzechówki mączystej (2008).
Rezerwat początkowo zajmował powierzchnię 1,51 ha. W 2003 roku powiększono go do 6,78 ha. Obecnie podawana wielkość rezerwatu to 6,85 ha. W początku XXI wieku rezerwat był przewidziany do likwidacji z uwagi na zniszczenie głównego przedmiotu ochrony, tj. stanowisk wiązu. Z uwagi jednak na liczne stanowiska klonu polnego planowane jest poszerzenie obszaru ochrony i zmienienie głównego przedmiotu ochrony.

## Podstawa prawna
- Zarządzenie Ministra Leśnictwa z dnia 5 listopada 1954 r. w sprawie uznania za rezerwat przyrody (M. P. z 1954 r. Nr 114, Poz,. 1638)
- Obwieszczenie Wojewody Wielkopolskiego z dn. 4.10.2001 r. w sprawie ogłoszenia wykazu rezerwatów przyrody utworzonych do dn. 31.12.1998 r.
- Rozporządzenie Nr 35/2003 Wojewody Wielkopolskiego z dnia 28 lipca 2003 r. w sprawie rezerwatu przyrody nzmienione przez: Rozporządzenie Nr 50/2003 Wojewody Wielkopolskiego z dnia 25 września 2003 r. zmieniające rozporządzenie w sprawie uznania za rezerwat przyrody
- Zarządzenie Regionalnego Dyrektora Ochrony Środowiska w Poznaniu z dnia 4 lipca 2016 r. w sprawie rezerwatu przyrody „Wiązy w Nowym Lesie”